# Santa Maria de Cubelles
Santa Maria de Cubelles és un edifici del municipi de Cubelles (Garraf) que forma part de l'Inventari del Patrimoni Arquitectònic de Catalunya.

## Descripció
Edifici de planta rectangular amb tres naus que estan dividides en trams reflectits exteriorment per contraforts. La coberta és a dues vessants, de teula. La façana és de composició senzilla. Presenta una portada amb porta allindanada, brancals de pedra i acabament en frontó trencat amb volutes. A la part central del parament de façana, hi ha una finestra circular. L'acabament és amb timpà triangular. Hi ha restes d'arrebossat i pintat amb imitació d'encoixinat pla.
El campanar, situat a la part esquerra, de planta quadrada i tres cossos vuitavats, el superior més petit i amb corredor protegit per barana de balustres. Els pisos estan separats per una cornisa motllurada. La cantonera està feta de pedra natural. Presenta obertures de mig punt on hi ha les campanes.

## Història
L'església de Santa Maria de Cubelles es va construir per substituir l'existent anteriorment, de capacitat limitada. L'obra va iniciar-se a la fi del segle xviii, però amb motiu de la guerra de Successió es van aturar les obres. Finalment, l'església es va acabar l'any 1737. El campanar es va aixecar l'any 1765, d'acord amb la inscripció que figura al cos superior. Durant la guerra del 1936, el temple va ser cremat i s'esfondrà la volta. Posteriorment es va reconstruir i l'any 1955 la restauració ja estava enllestida.